# Lysimaque d'Acarnanie
Pour les articles homonymes, voir Lysimaque (homonymie).
Lysimaque, en grec ancien Λυσίμαχος / Lysimakhos, est l'un des pédagogues désignés par Philippe II de Macédoine pour son fils, le futur Alexandre le Grand (356-323 av. J.-C.).

## Biographie
Le titre de précepteur étant réservé à Léonidas d'Épire, Plutarque présente Lysimaque comme le pédagogue désigné par Philippe II pour son fils Alexandre. Plutarque brosse le portrait d'un flatteur habile mais sans grand esprit, ce qu'il écrit en ces termes : 

«  Le titre et les fonctions de pédagogue étaient attribués à Lysimaque d'Acarnanie, qui n'avait aucun agrément dans l'esprit ; mais, comme il se nommait lui-même Phénix, qu'il donnait à Alexandre et à Philippe les noms d'Achille et de Pélée, il savait plaire et occupait la seconde place auprès du jeune prince. »

Selon Charès de Mytilène et Plutarque, il accompagne Alexandre durant la conquête de l'Asie : il est mentionné au moment où Ada retrouve la gouvernance de la Carie. Il est connu comme ayant apporté à Alexandre le goût de la frugalité.